# Aéroport international de Kaboul
Pour les articles homonymes, voir KBL.
L'aéroport international de Kaboul, code IATA : KBL • code OACI : OAKB, (en pachto : دکابل نړیوال هوایی ډګر ; en dari : میدان بین المللی کابل) parfois appelé aéroport de Khwaja Rawash, est situé à deux kilomètres du centre-ville de Kaboul, en Afghanistan. L'aéroport est couramment appelé KAIA.

## Historique
L'aéroport de Kaboul a été construit au début des années 1960. Durant la première guerre d'Afghanistan, les vols internationaux y furent extrêmement limités hors vols militaires soviétiques. À la suite de sanctions internationales imposées sous le gouvernement taliban, il a été fermé à la fin des années 1990 alors que peu de vols internationaux s'y déroulaient. L'aéroport rouvre après l'invasion des forces de la coalition à la suite du 11 septembre 2001. Les premiers mouvements voient des appareils militaires américains ainsi que ceux de la Force internationale d'assistance et de sécurité (ISAF), la composante militaire de la coalition, sous l'égide de l'OTAN opérant dans ce pays. Après la fin des sanctions des Nations unies au début 2002, l'aéroport est finalement ouvert au trafic civil. Les forces américaines ainsi que celles de l'ISAF de la Région de Commandement - Capitale (dont la force aérienne roumaine qui contribua en 2005) gèrent l'aéroport et assurent la sécurité aux côtés des forces afghanes.

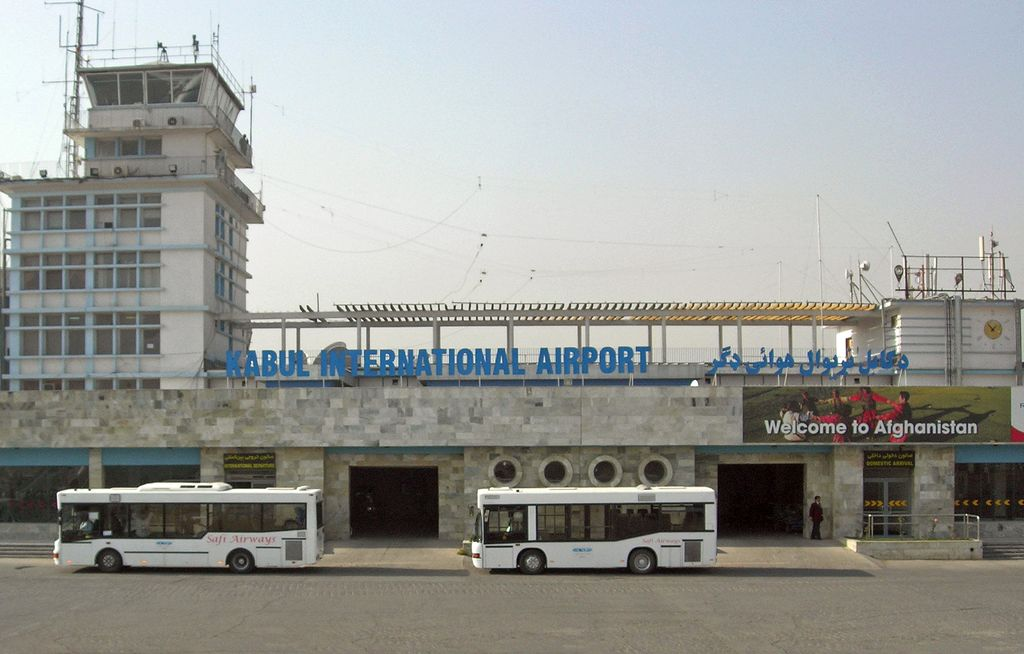
Aéroport de Kaboul en 2008.

Le gouvernement afghan accepte un projet global d'assistance de la part du gouvernement japonais pour la reconstruction en 2006 de l'aéroport international de Kaboul. Ce plan prévoit de construire un nouveau terminal aéroportuaire moderne de 35 millions de dollars, tandis que le terminal existant doit servir aux vols intérieurs. Le contrat est attribué à une firme japonaise en novembre 2006.
Le nouveau terminal ouvre ses portes au trafic international le 6 novembre 2008, après son inauguration par le président Hamid Karzai.
En octobre 2014, l'aéroport est renommé « aéroport Hamid-Karzai », en hommage à l'ancien chef de l'État.

## Situation
| \| 150 km1:10 281 000 \| Bagram Kaboul Kandahar Hérat Jalalabad Kunduz Mazar-e-Charif Bâmiyân Lashkar · Gah Shindand Chaghcharan Darwaz Faïzâbâd Farah Khôst Khwahan Razer Maïmana Qala i Naw Sheberghan Sheghnan Taloqan Tarin Kôt Zarandj Ghāzīābād Panjab |
| 150 km1:10 281 000 |

## Compagnies aériennes et destinations

### Passagers
| Compagnies                      | Destinations |
| ------------------------------- | --- |
| Air Arabia                      | Charjah |
| Air India                       | Delhi-Indira Gandhi |
| Ariana Afghan Airlines          | Ankara Esenboğa, Delhi-Indira Gandhi, Dubaï, Hérat, Istanbul, Djeddah - Roi-Abdelaziz, Kandahar, Mazâr-e Charîf, Moscou Chérémétiévo, Ürümqi-Diwopu                                                                                                   |
| Emirates                        | Dubaï |
| flydubai                        | Dubaï |
| Iran Air                        | Téhéran-Imam-Khomeini |
| Kam Air                         | Ankara Esenboğa, Bâmiyân, Delhi-Indira Gandhi, Dubaï, Douchanbé, Farah, Hérat, Islamabad-Benazir Bhutto, Istanbul, Djeddah - Roi-Abdelaziz, Kandahar, Koweït, Lashkar Gah, Mazâr-e Charîf, Médine-Prince M. Bin Abdulaziz, Charjah, Tachkent, Zarandj |
| Kuwait Airways                  | Koweït |
| Mahan Air                       | Mechhed-Shahid H. Nejad, Téhéran-Imam-Khomeini |
| Pakistan International Airlines | Islamabad-Benazir Bhutto |
| SpiceJet                        | Delhi-Indira Gandhi |
| Turkish Airlines                | Istanbul |

Édité le 26/05/2020

### Fret
| Compagnies        | Destinations               |
| ----------------- | -------------------------- |
| Coyne Airways     | Dubai-International        |
| Emirates SkyCargo | Dubai-Al Maktoum           |
| FitsAir           | Dubai-International        |
| MNG Airlines      | Karachi, Lahore, Abu Dhabi |
| Silk Way Airlines | Bakou                      |